# Anargha Raghava
Anargha Raghava é uma obra da literatura indiana.
A drama em sete atos de Murari Misra, possivelmente escrito no século XIII ou XIV. Raghava ou Rama é o herói da peça. 
"Ela não tem mérito dramático, sendo deficiente em personagens, ação, situação, e interesse. Como poema ela apresenta um ocasional primor poético, mas eles são poucos, e a obra se perde entre paginas de tediosas repetições, conceitos curiosos, extravagância hiperbólica, e um mitologia obscura." - Wilson, critico ocidental.    
Mas apresenta um claro exemplo da filosofia hindu e os modismos da época, tendo seu valor histórico.